# 脇谷氏平鮋
脇谷氏平鮋，為輻鰭魚綱鮋形目鮋亞目平鮋科的其中一種，為溫帶海水魚，分布於西北太平洋日本海域，體長可達24公分，棲息在底層水域，卵胎生，生活習性不明。